# Ovogènesi
L'ovogènesi és el procés de formació i diferenciació dels gàmetes femenins o òvuls en els animals, inclòs l'ésser humà. L'ovogènesi, igual que l'espermatogènesi, es basa en el procés de la meiosi, que produeix, mitjançant dues divisions successives, quatre cèl·lules amb un genotip recombinat i la meitat de cromosomes.
Primer, les cèl·lules germinals primordials (CGP) penetren a l'interior de la gònada i s'envolten d'una monocapa de cèl·lules fol·liculars provinents de la mesoderma intermèdia formant el fol·licle preovulatori.
Una vegada format el fol·licle comença la 1a divisió meiòtica. L'estat d’ovogònia és bastant curt (des d'arribar CGP a la gònada fins a la 1a divisió meiòtica.) La divisió progressa fins al diplotè i es deté fins a la maduresa sexual. Són els ovòcits de 1r ordre.
Les cèl·lules mantenen un metabolisme basal, per a això, per poca energia que sigui, fa falta transcripció. Com no es poden transcriure els cromosomes condensats, es produeix una descondensació parcial.
Quan es produeix el canvi hormonal de la maduresa sexual, uns pocs oòcits primaris segueixen la divisió. En els primats en madura un sol, encara que en general, en la resta d'animals en cada cicle en maduren uns pocs.
Arriba el senyal (un augment de la concentració d'estrògens) i es reprèn el procés. Primer es reprèn la meiosi, que s'havia quedat al diplotè. A més, hi ha una citocinesi asimètrica, una cèl·lula filla manté la major part del citoplasma i formarà l'ovòcit secundari. L'altre s'enduu un poc de citoplasma i forma el 1r corpuscle polar.

## Maduració de l'ovòcit
Dues etapes:
- Primera etapa o fase de creixement menut. Hi ha molta traducció però sobretot transcripció, s'han de fer tots els RNA missatgers (mRNA) que faran falta fins que acabe la segmentació. Es transcriuen i acumulen molt d'ARN ribosòmic combinats amb proteïnes. També es transcriuen els mRNA corresponents a totes les proteïnes relacionades amb la transcripció i traducció (proteïnes HMG). Es sintetitza molta actina inactivada (monomèrica) i enzims (acumulats en vesícules, grànuls corticals).

Per ordre hormonals els oòcits comencen la segona etapa.
- Segona etapa, fase de creixement gran o vitel·logènesi. Té lloc la síntesi i acumulació de vitel (compost que inclou proteïnes, lípids i glúcids com a reserva per a la posterior nutrició i estructuralment). En tots els tipus d'ovòcits, el vitel s'emmagatzema en vesícules anomenades plaquetes vitel·lines. L'acumulació de plaquetes provoca l'augment de volum. Els mamífers també tenen vitel tot i que en poca quantitat, ja que no fa falta tindre reserves energètiques perquè s'aconsegueixen a través del cordó umbilical.

Per cada cicle reproductiu es dona un alliberament de gonadotrofina per part de la hipòfisi (repetitivament o de forma constant). Les cèl·lules fol·liculars detecten l'augment de concentració de gonadotrofina i alliberen estrògens al plasma sanguini. L'augment d'estrògens el detecten els hepatòcits (cèl·lules del fetge) i sintetitzen una glicolipoproteïna, la vitel·logenina. Les cèl·lules fol·liculars la capten per pinocitosi i la transporten al citoplasma de l'oòcit. La vitel·logenina és la mare del vitel. Pot haver una escissió inicial de la vitel·logenina abans d'empaquetar-se.
El procés continua fins que l'oòcit arriba a una mida crítica i l'oòcit espera fins a un nou senyal químic, l'alliberament de nou de la gonadotrofina per part de la hipòfisi. Les cèl·lules fol·liculars la tornen a detectar i aboquen sobre progesterona sobre el fol·licle. Aleshores s'aboca l'oòcit a les trompes de Fal·lopi per trencament de la paret fol·licular.
El gàmeta comença la segona divisió meiòtica formant l'oòcit de segon ordre, fins a arribar a la metafase II i es para el procés. Si no hi ha fecundació la meiosi no acabarà. Si hi ha fecundació acaba la meiosi i l'oòcit secundari passarà per una nova citocinesi asimètrica formant un nou corpuscle polar. El corpuscle polar de la primera divisió es divideix també formant dos corpuscles polars secundaris. Hi ha 4 cèl·lules haploides, tres xicotetes i una gran.